# Larry Zbyszko
Lawrence “Larry” Whistler (5 de diciembre de 1953) es un luchador profesional estadounidense más conocido por su nombre artístico Larry Zbyszko. Ha trabajado para diversas promociones a lo largo de su carrera incluyendo World Wide Wrestling Federation, American Wrestling Association, Total Nonstop Action Wrestling y World Championship Wrestling.
Entre sus logros destaca haber conseguido 2 reinados como Campeón Mundial Peso Pesado de la AWA y fue el primer Campeón Americano de la AWA. Dentro de la World Wide Wrestling Federation consiguió 1 reinado como Campeón Mundial en Parejas y en la World Championship Wrestling consiguió 1 reinado como Campeón Mundial de la Televisión y 1 reinado como Campeón Mundial en Parejas.

## Carrera

### Comienzos y World Wide Wrestling Federation (1973 – 1981)
Larry fue entrenado por Bruno Sammartino y debutó en 1973 como un luchador Face bajo el nombre de “Larry Zbyszko” en honor a Stanislaus Zbyszko, un luchador Polaco-Americano de la década de 1920. Comenzó en el territorio de Pittsburgh haciendo apariciones en el programa local de lucha libre Studio Wrestling. Paso tres años en la World Wide Wrestling Federation antes de viajar a California en 1975.
En 1976, Zbyszko fue una de las atracciones en el torneo para elegir al Campeón Mundial de la Latin American Wrestling Alliance en la Ciudad de Guatemala. Tres días de haber terminado el torneo (Mil Máscaras ganó el título al derrotar a José Azzari en al final) un terremoto destruyó gran parte de esa nación.
Zbyszko regresó a la WWWF en 1976 para formar un equipo con Tony Garea ganando el Campeonato Mundial en Parejas de la WWWF el 21 de noviembre de 1978 en Allentown, Pennsylvania. Lograron retener los campeonatos hasta el 6 de marzo de 1979 cuando los perdieron ante The Valiant Brothers en la ciudad de Allentown.
A finales de la década de 1970, Zbyszko era considerado como el “Protegido de Sammartino” y para demostrar lo contrario, retó a Sammartino a una pelea de exhibición la cual fue aceptada. Larry amenazó con retirarse si no salía victorioso. El encuentro entre el maestro y el alumno se llevó a cabo en Allentown, el 22 de enero de 1980, con Sammartino dominando los primeros pasajes de la pelea hasta que fue golpeado con una silla por su furioso contrincante. Esto provocó el enojo de los fanes de Sammartino dañando el auto de Zbyszko y volcando varias veces los taxis en que viajaba. También fue golpeado con una barra de hierro después de una pelea con Ivan Putski y fue apuñalado en el glúteo tras una pelea con Pedro Morales en Albano, New York. Sammartino y Zbyszko lucharon entre sí en repetidas ocasiones durante 1980. En el transcurso del feudo, Zbyszko empezó a llamarse a sí mismo “The New Living Leyend” (en referencia a Sammartino quien era apodado “The Living Leyend”). El feudo llegó a su fin en un Steel Cage Match en el evento Showdown at Shea en el Shea Stadium en Flushing, New York el 9 de agosto de 1980, cuando una audiencia de 36.295 vio la victoria de Sammartino sobre Zbyszko.

### National Wrestling Alliance (1981 – 1983)
Zbyszko se fue de la WWWF en 1981 y tuvo un feudo con David Sammartino (hijo de Bruno) en el circuito independiente. Finalmente se unió a un territorio de la National Wrestling Alliance, la Georgia Championship Wrestling, donde comenzó diciendo que él había adelantado el retiro de Bruno Sammartino (el cual verdaderamente había dejado de ser un luchador a tiempo completo). Zbyszko inicialmente se enfeudo con Tim Woods y Paul Orndorff por el Campeonato Nacional Peso Pesado de la NWA el cual no ganó. Después de que Killer Tim Brooks se coronó campeón al vencer a Orndorff el 20 de marzo de 1983, Zbyszko de inmediato le ofreció 25.000 dólares por el título oferta que no fue rechazada. Su reinado como campeón duró hasta el 30 de abril de ese mismo año ya que fue despojado del título debido a la forma en que lo había conseguido por parte del presidente de la NWA de ese entonces, Bob Geigel. Se realizó un torneo para elegir al nuevo campeón donde Zbyszko fue el ganador derrotando a Mr. Wrestling II en la final el 6 de mayo de 1983 en Atlanta, Georgia. Retuvo su campeonato hasta el 25 de septiembre de 1983 cuando fue derrotado por Brett Wayne en Atlanta.

### American Wrestling Association (1984 – 1987)
En 1984, se unió a la American Wrestling Association. Se le fue entregado el recién creado Campeonato Americano de la AWA en enero de 1985 participando en un feudo contra Sgt Slaughter. Zbyszko perdió su título el 21 de julio de 1985 ante Slaughter en Chicago, Illinois. A lo largo de la pelea Zbyszko desató la ira de los fanes al huir de la pelea por varios minutos cuando Slaughter había conseguido la ventaja.
Zbyszko tuvo un feudo con Nick Bockwinkel durante 1986, perdiendo en un Texas Death Match en el evento AWA Rage in a Cage el 28 de abril de 1986. Durante el transcurso del feudo también compitieron Ray Stevens y el exboxeador Scott LeDoux en ayuda de Bockwinkel. Zbyszko perdió ante LeDoux en una pelea de boxeo en el evento AWA WrestleRock 1986 y en el evento AWA Battle By The Bay de junio de 1986 volvieron a enfrentarse pero esta vez el resultado fue un Doble Conteo Afuera.
El 2 de mayo de 1982, Zbyszko ayudó a Curt Henning a derrotar a Nick Bockwinkel por el Campeonato Mundial Peso Pesado de la AWA noqueándolo mientras este estaba distraído. Debido a esto, Zbyszko fue “Suspendido de Por Vida” de la AWA y gracias al enojo Zbyszko atacó a Bockwinkel durante la revancha por el título en julio de 1987. Como Bockwinkel se retiró poco tiempo después del incidente, Zbyszko reclamó que no solo había retirado a Sammartino sino que a Bockwinkel también.

### National Wrestling Alliance (1987 - 1989)
En 1987, Zbyszko trabajó en Jim Crockett Promotion donde su mánager fue Baby Doll y el 24 de enero de 1988 derrotó a Barry Windham por el Campeonato Del Patrimonio de los Estados Occidentales de la NWA. Después su mánager lo abandononó y Gary Hart tomó el puesto. Zbyszko hizo equipo con Al Pérez teniendo un feudo contra Kendall Windham y Dustin Rhodes.
Durante este tiempo, Gary Hart pedía una oportunidad por el Campeonato Mundial de la NWA para Zbyszko y Pérez. Ambos fueron apoyados por Jim Ross afirmando que tenían las habilidades necesarias para retar y derrotar a Ric Flair pero nunca recibieron la oportunidad. Jim Crockett Promotion poseía nuevo dueño y enseguida Zbyszko y su compañero fueron puestos en un ángulo. En febrero de 1989, Zbyszko firmó por la AWA y el Campeonato Del Patrimonio de los Estados Occidentales fue abandonado.

### American Wrestling Association (1989 – 1990)
Zbyszko participó en una Batalla Real de 18 hombres por la vacante del Campeonato Mundial Peso Pesado de la AWA, en Saint Paul, Minnesota el 7 de febrero de 1989. Zbyszko fue capaz de mantenerse hasta el final cuando quedaba solamente el y Tom Zenk. Cuando Zenk cubrió a Zbyszko inexplicablemente el árbitro Gary DeRusha entró al ring para hacer el conteo (recordando que una pelea como esta no se puede ganar por conteo) pero Zbyszko logró salirse del pin. DeRusha recibió accidentalmente una patada por parte de Zbyszko. Como el árbitro se recuperaba lentamente Zenk continuo dominando la pelea. Zenk aplicó un Flying Body Press pero Zbyszko lo tomo en pleno aire y lo lanzó fuera del ring ganando la pelea y a la vez coronándose como nuevo campeón.
Al principio de su reinado, tuvo un feudo con Wahoo McDaniel y Sgt. Slaughter. Defendió con éxito su título en el evento AWA War The Windy City ante Greg Gagne el 23 de junio de 1989 y también ante David Sammartino en Tri-State Winter Challenge el 27 de enero de 1990. Luego empezó un feudo con Mr. Saito con quien perdió su título el 10 de febrero de 1990 en el Tokyo dome durante un tour en Japón. Zbyszko volvió a ser campeón al derrotar a Mr. Saito en el evento AWA SuperClash 4 en abril de 1990. Defendió su título con éxito ante The Trooper, Brad Rheingans, y Nikita Koloff hasta que fue despojado del título el 12 de diciembre de 1990 tras firmar por la World Championship Wrestling y un año después la AWA quebró.

### World Championship Wrestling (1990 – 2001)
En diciembre de 1990, Zbyszko firmó por la World Championship Wrestling y se unió con Arn Anderson creando la pareja “The Enforces”. Luego de que Scott Steiner, parte de la Pareja Campeona de la WCW se lesionara, los títulos quedaron vacantes el 18 de julio de 1991 y se realizó un torneo para elegir a los nuevos campeones. La final se llevó a cabo el 5 de septiembre de 1991, en el evento Clash of the Champions XVI: Fall Brawl entre Enforces y Rick Steiner con Bill Kazmeier. Antes de la pelea golpearon a Kazmeier hiriendo sus costillas. Esto les permitió derrotar a Steiner y Kazmeier ganando la vacante.
En Halloween Havoc, The Enforces comnezaron un feudo contra Barry Windham y Dustin Rhodes. Zbyszko le rompió la mano a Windham con la puerta del auto. Después de esto Zbyszko se ganó el apodo “Cruncher”. Windham fue sustituido por Ricky Steamboat en la pelea titular ante Enforces en el evento Clash of Champions XVII el 19 de noviembre de 1991 en Savannah, Georgia donde Steamboat y Rhodes se convierten en nuevos campeones al derrotar a Enforces.
En diciembre de 1991, se unió al equipo de Paul E. Dangerously, Dangerous Alliance donde en el grupo estaban “Stunning” Steve Austin, Rick Rude, Bobby Eaton y Madusa. Juntos tuvieron un feudo contra Ricky Steamboat, Dustin Rhodes, Barry Windham, Nikita Koloff, Swing y el Campeón Mundial de la WCW Ron Simmons. El 17 de mayo de 1992 en el evento WrestleWar 1992: WarGames, Dangerous Alliance perdió ante el equipo de Steamboat en un War Games Match después de que Zbyszko golpeara a Eaton accidentalmente con un tensor del esquinero que se había salido, debido a esto Eaton tuvo que abandonar la pelea. Como resultado de su error, Zbyszko fue despedido del equipo cambiando su actitud a face por primera vez desde 1980. Zbyszko tuvo un feudo contra Austin y Eaton antes de convertirse en comentarista. Como comentarista, Zbyszko se hacía llamar “The Living Legend” debido a que muchos fanes no estaban familiarizados con su feudo contra Sammartino.
Junto con Dusty Rhodes y Chris Cruise comentaban los WCW Main Event en las noches de sábado. En 1994, Lord Steven Regal empezó a molestar e insultar a Zbyszko obligándolo a volver a pelear. El 2 de mayo de 1994 en Atlanta, Zbyszko venció a Regal por el Campeonato Mundial de la Televisión de la WCW. Retuvo su título hasta el 23 de junio de 1994 cuando perdió ante Regal en Charleston, Carolina del Sur.
En 1996, fue colocado en el WCW Monday Nitro Broadcast Team donde frecuentemente tenía discusiones con Eric Bischoff. En 1997, retó al miembro de la New World Order (nWo), Scott Hall, pero decidió no pelear contra él. Zbyszko siguió siendo el comentarista de las peleas la mayor parte del año de 1997, de vez en cuando arbitraba peleas de Hall y la nWo. El 28 de diciembre de 1997, Zbyszko volvió al ring para pelear contra Eric Bishoff por el control de WCW Monday Nitro con Bret Hart como árbitro especial. Hart prometió no interferir él ni la nWo en la pelea. El ganador fue Zbyszko. Él continuó su feudo contra Hall y Louie Spicolli, culminando en un encuentro entre Zbyszko y Hall en Souled Out 1998, el 24 de enero de 1998. Zbyszko ganó por descalificación después de ser atacado por Barry Windham quien lo traicionó y se unió a la nWo.
Zbyszko volvió ser comentarista debido a que en 1999 perdió una pelea ante Curt Henning donde su carrera estaba en juego. Zbyszko retornó en enero de 2000 uniéndose a Old Age Outlaws con [Terry Funk], Arn Anderson y Paul Orndorff reviviendo su antiguo feudo con nWo, pero volvió a ser comentarista en febrero hasta que la World Championship Wrestling fue comprada por la World Wrestling Federation.

### Circuito Independiente (2001 – 2005)
Cuando abandono la WCW, tuvo muchas peleas contra Dusty Rhodes en Turnbuckle Championship Wrestling.
A finales de 2001, en la World Wrestling Entertainment, Chris Jericho se hizo llamar “The Living Legend” llevando a una demanda hecha por Zbyszko hacía la WWE por la violación del uso del apodo.
En el año 2002, Zbyszko tuvo un feudo con Chris Harris en la USA Championship Wrestling. En marzo de 2002, Zbyszko derrotó a Harris por el Campeonato Norteamericano Peso Pesado de la USA, lo retuvo hasta el 30 de marzo de 2002, cuando Harris recuperó el título en Tojo Yamamoto Memorial Show. El 27 de agosto de 2005, en WrestleReunion en Valley Forge, Pennsylvania, enfrentó a Diamond Dallas Page con la condición de que si ganaba tendría una pelea con el veterano luchador de 69 años, Bruno Sammartino. Page atacó a Zbyszko con un Diamond Cutter, sin embargo, Zbyszko se tiró encima de su oponente, ganando por pinfall. Sammartino entró al ring y atacó a Zbyszko con una llave de estrangulamiento hasta que quedó inconsciente.

### Total Nonstop Action Wrestling (2003 – 2006)
Zbyszko debutó en la Total Nonstop Action Wrestling el 15 de enero de 2003 y a su llegada, hizo una promo que molestó al platel de la TNA comenzando un feudo contra A.J. Styles. El 29 de enero de 2003, Zbyszko se enfrentó a Styles, si Zbyszko no lograba ganar por pinfall en los primeros 10 minutos de la pelea, tenía que ser el mánager de Styles, el resultado fue una victoria sobre Zbyszko. Fue mánager de Styles durante un corto tiempo ya que el booker Vince Russo canceló el ángulo y Zbyszko abandonó la promoción.
Zbyszko regresó a la TNA el 23 de junio de 2004, ayudando a Ron Killings en su feudo contra Jeff Jarrett. El 14 de julio de 2004, Killings, Dusty Rhodes, Zbyszko, Konnan y B.G. James derrotaron a Jarrett, Ken Shamrock y “The Elite Guard” (Shawn Hernández, Chad Coger y Onyx) en un “Ten Man guitar on a Pole Match”.
Junto con Harley Race y Terry Funk, crearon un organismo llamado “Championship Committee”, los cuales deseaban ver peleas en TNA Impact! con un límite de tiempo de 10 minutos y determinar al ganador en la eventualidad de un empate. En la lucha libre profesional pocas peleas terminan en un empate así que el comité fue eliminado gradualmente.
En Zbyszko se unió a Jarrett en su stable; Planet Jarrett, pero desapareció varias semanas más tarde.
El 19 de junio de 2005, en TNA Slammiversary 2005, Zbyszko volvió y fue nombrado Director de Autoridad en nombre de Dusty Rhodes. En TNA Sacrifice 2005, Zbyszko respondió a la solicitud de Jarrett por una oportunidad por el Campeonato Mundial Pesado de la NWA con una pelea por equipos, si Jarrett conseguía la victoria obtendría una oportunidad pero si lograban una derrota, no podría retar al campeón durante un año. Su compañero, Rhino, ganó el encuentro pero la estipulación no pudo ser aplicable.
Zbyszko permaneció neutral durante muchos meses, pero en octubre de 2005, se exasperó con Raven ya que este lo acusaba continuamente de haberle robado el Campeonato Mundial de la NWA y nunca concederle una revancha. En TNA Génesis 2005, Zbyszko quería que Raven renunciara ya que su vida se había convertido en un infierno, pero Raven se negó a hacerlo. Raven fue obligado a pelear contra P.J Polaco logrando la victoria.
Sin embargo, Zbyszko continuó su cruzada personal contra Raven obligándolo nuevamente a pelear con un luchador desconocido. El oponente resultó ser Diamons (Simon Diamond, Elix Skipper, y David Young). Aunque Cassidy Riley interfirió en la pelea para ayudar a Raven no logró ganar.
Raven derrotó a su excompañero de equipo, Chris Kanyon en TNA Turning Point 2005. En TNA Final Resolution 2006, Raven tenía que enfrentarse a un luchador misterioso, con la condición de que si ganaba obtendría una oportunidad por el Campeonato Mundial de la NWA pero si perdía iba a ser despedido de la TNA. Raven se enfrentó a Sean Waltman siendo derrotado después de que Zbyszko (que sustituyó al inconsciente árbitro original) lo distrajo para que recibiera un X Factor. Luego de que terminara el encuentro, Zbyszko ordenó a la seguridad del recinto a escoltar a Raven hasta fuera del estadio.
En TNA Lockdown 2006, debutó Christy Hemme y le entregó al comentarista Mike Tenay un sobre que contenía un mensaje del comité de la TNA diciendo que Zbyszko está en probatoria debido a su conducta además de que Raven había sido reintegrado en la empresa. En TNA Victory Road 2006, Zbyszko perdió ante Raven en una pelea Cabellera contra Cabellera. Fue despedido una semana más tarde.

### Circuito Independiente (2007 – 2009)
Zbyszko volvió al circuito independiente uniéndose a la AWA Supertars of Wrestling. Zbyszko comenzó asegurando que el Campeonato Mundial Peso Pesado de la AWA Superstars of Wrestling le pertenecía ya que nunca lo había perdido (recordando que este título tendría alguna especie de conexión con el Campeonato Mundial de la AWA). La situación se calentó más debido a que Masato Tanaka se le fue despojado del título. Tras una considerable deliberación y examinar ele expediente de quiebra de la American Wrestling Association en 1991 se estuvo de acuerdo de que efectivamente nunca había perdido el título. En consecuencia, a Zbyszko se le concedió el campeonato. Fue campeón hasta el 18 de abril de 2008 cuando Brian Logan venció a Larry y Ricky Landell en una Three-Way Match en un evento de la Mountainner Wrestling Association.
Mountainner Wrestling Association y tres promociones más se desligaron de la unión que sostenían con AWA Superstars of Wrestling, debido a esto el reinado como campeón de Logan no fue reconocido y se le devolvió el título a Zbyszko.
En el 2009, Zbyszko fue contratado por la Full Impact Pro para ser el director ejecutivo del Comité.
En RAW del 16 de marzo, fue inducido al Salón de la Fama de la WWE.

## En lucha
- Movimientos finales
  - LarryLand Dreamer (Guillotine choke)
  - Standing reverse figure four leglock
- Movimientos de firma
  - Abdominal Strecht
  - Body slam
  - Front Dropkick
  - Inverted Atomic Drop
  - Reverse Chinlock
  - School Boy
  - Shoulderbreacker
  - Spike brainbuster
  - Spin Kick
  - Sunset Flip
  - Swining Neckbreaker
- Managers
  - Baby Doll
  - Paul E. Dangerously
  - Eddie Gilbert
  - Gary Hart
  - So Cal Val
- Apodos
  - The Cruncher
  - Larry Z.
  - The Living Legend
  - The New Living Legend
  - Wrestling's Living Legend

## Campeonatos y logros
- American Wrestling Association
  - AWA America's Championship (1 vez)
  - AWA World Heavyweight Championship (2 veces)
  - AWA World 6-Man Tag Team Championship (1 vez) – con Chasyn Rance y Seth Springer
- AWA Superstars of Wrestling
  - AWA Superstars of Wrestling World Heavyweight Championship (1 vez)
- Georgia Championship Wrestling
  - NWA National Heavyweight Championship (2 veces)
- Jim Crockett Promotions / World Championship Wrestling
  - NWA Western States Heritage Championship (1 vez)
  - WCW World Tag Team Championship (1 vez) – con Arn Anderson
  - WCW World Television Championship (1 vez)
- NWA Hollywood Wrestling
  - NWA "Beat the Champ" Television Championship (1 vez)
- Southern Championship Wrestling
  - SCW Southern Tag Team Championship (1 vez) – con Mister Saint Laurent
- USA Championship Wrestling
  - USA North American Heavyweight Championship (1 vez)
- World Wide Wrestling Federation/World Wrestling Federation
  - WWWF World Tag Team Championship (1 vez) - con Tony Garea
  - WWE Hall of Fame (2015)

- Pro Wrestling Illustrated
  - Equipo del año (1991) con Arn Anderson (The Enforcers)[1]
  - PWI Lucha del Año - 1980 vs. Bruno Sammartino (WWF, 9 de agosto)
  - PWI Luchador más Odiado - 1980
  - PWI Debutante del Año - 1974
  - Situado en el Nº105 dentro de los 500 mejores luchadores de la historia - PWI Years, 2003
- Wrestling Observer Newsletter
  - Combate 5 Estrellas con Ric Flair, Barry Windham, & Sid Vicious vs. Brian Pillman, Sting, Rick Steiner, & Scott Steiner (24 de febrero de 1991, WarGames Match, WrestleWar)
  - Combate 5 estrellas con Rick Rude, Steve Austin, Arn Anderson y Bobby Eaton vs. Nikita Koloff, Barry Windham, Ricky Steamboat, Sting, & Dustin Rhodes (17 de mayo de 1992, WarGames Match, WrestleWar)
  - WON Mejor Heel - 1980
  - WON Feudo del Año - 1980, vs Bruno Sammartino
  - WON Luchador que más ha Mejorado - 1980